# 特氏毛鼻鯰
特氏毛鼻鯰，為輻鰭魚綱鯰形目毛鼻鯰科的其中一種，為熱帶魚類，分布於南美洲巴西Riacho Andrequicé、Trinta Réis、Minas Gerais淡水流域，體長可達6.1公分，棲息在底中層水域，生活習性不明。

## 扩展阅读
維基物種上的相關：特氏毛鼻鯰